# Massachusetts Institute of Technology

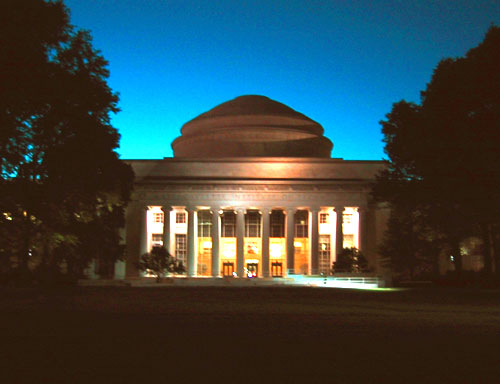
De grote koepel van MIT, die 's avonds verlicht is

Het Massachusetts Institute of Technology, kortweg MIT, is een van de meest prestigieuze technische universiteiten ter wereld. Het instituut is gevestigd in Cambridge (Massachusetts) en heeft zo'n 10.000 studenten.
MIT wordt algemeen erkend als een vooraanstaande universiteit op het gebied van natuurwetenschappen en technologie, maar het speelt ook een belangrijke rol op andere gebieden, zoals bestuurskunde, economie, taalkunde, politieke wetenschappen en filosofie. Er is echter geen faculteit voor rechten of voor geneeskunde. De bekendste afdelingen zijn het Lincoln Laboratory, het Computer Science and Artificial Intelligence Laboratory, het MIT Media Lab, het Whitehead Institute en de MIT Sloan School of Management.
Onder afgestudeerden en stafleden vindt men vele bekende politici, topfunctionarissen van bedrijven, schrijvers, astronauten, wetenschappers en uitvinders. Onder huidige en voormalige leden van de MIT-gemeenschap zijn 75 Nobelprijswinnaars.

## Geschiedenis
In 1861 gaf de staat Massachusetts goedkeuring voor de oprichting van het Massachusetts Institute of Technology and Boston Society of Natural History, naar het voorstel van door William Barton Rogers. Het doel van Rogers, een in die tijd bekende hoogleraar in de natuurlijke historie, was een nieuw type, onafhankelijk onderwijsinstituut te beginnen, dat studenten zou opleiden voor het zich snel industrialiserende Amerika. Na toestemming gekregen te hebben van de staat, begon hij financiering te zoeken, stelde een onderwijsprogramma samen, en vond gebouwen voor het nieuwe instituut. Zijn pogingen werden bemoeilijkt door het uitbreken van de Amerikaanse Burgeroorlog, en de eerste colleges werden gehouden in een gehuurde ruimte in de binnenstad van Boston in 1865.
Het eerste eigen gebouw werd geopend in 1866 in de wijk Back Bay in Boston. In de daaropvolgende jaren verkreeg het een uitstekende reputatie in de wetenschappen en techniek, maar financieel gezien ging het niet erg goed. Omdat de Harvard-universiteit voornamelijk op de menswetenschappen gericht was en over veel geld beschikte, werd rond 1900 voorgesteld om beide instituten samen te voegen. Dit idee werd echter verworpen na protesten door afgestudeerden van MIT.
In 1916 verhuisde MIT van de binnenstad van Boston naar de huidige locatie aan de overzijde van de rivier de Charles in Cambridge.
Sinds MIT in 1870 de eerste vrouwelijke student toeliet, Ellen Swallow Richards, was MIT in naam een universiteit voor mannen zowel als vrouwen. In de laatste jaren zijn er ongeveer evenveel vrouwelijke als mannelijke studenten.
De prominente positie van MIT werd na de Tweede Wereldoorlog nog versterkt, toen de regering van de Verenigde Staten projecten met defensietoepassingen begon te financieren.
MIT heeft altijd een politiek progressieve reputatie gehad. Tijdens het Watergateschandaal werd bekend dat president Nixon subsidies voor MIT wilde verminderen, omdat veel MIT hoogleraren op zijn lijst van politieke vijanden stonden.
Tijdens zijn hele geschiedenis heeft MIT zich gericht op vernieuwing. Een verslag uitgegeven in 1997 beschreef dat de totale samengevoegde inkomsten van alle bedrijven die opgericht waren door MIT en zijn afgestudeerden de op 23 na grootste economie van de wereld zou vormen.
In 2001 schreef de toenmalige president van MIT, Charles Vest, geschiedenis door officieel toe te geven dat MIT de carrières van vrouwelijke stafleden, wetenschappers en studenten ernstig beperkt had door discriminatie op basis van seksisme, en hij beloofde stappen te ondernemen om deze problemen te corrigeren. In augustus van 2004 werd Susan Hockfield, een moleculaire neurobioloog, benoemd tot de eerste vrouwelijke president van MIT. Ze nam officieel haar positie in als 16e president van MIT op 6 december 2004.

## Architectuur
MIT's school of Architecture was de eerste universiteit in de Verenigde Staten waar je de opleiding architectuur kon volgen. De eerste gebouwen die op de campus werden gebouwd, afgerond in 1916, zijn officieel bekend als de Maclaurin buildings omdat deze gebouwd werden onder supervisie van rector Richard Maclaurin. Deze imposante gebouwen werden ontworpen door William Welles Bosworth. Hij ontwierp onder andere de grote Pantheon-achtige koepel waar zich de Barker Engineering bibliotheek bevindt, deze geeft zicht op het Killian Plein waar jaarlijks de diploma uitreikingen plaatsvinden.
In de friezen in de gebouwen rond het Killian Plein zijn de namen van belangrijke wetenschappers en filosofen gegraveerd. Het atrium van het imposante Gebouw 7, aan de Massachusetts Avenue, wordt gezien als de ingang van de hele campus.

## Bekende personen die aan het MIT gewerkt of gestudeerd hebben
- Jon Kabat-Zinn
- Buzz Aldrin
- Kofi Annan
- Andy Bloch
- Frederick Bodmer
- Norman Levi Bowen
- Noam Chomsky
- Dirk van Dalen
- Mildred Dresselhaus
- Richard Feynman
- Jerry Fodor
- Andrea Ghez
- Hugh Herr
- David Huffman
- Alan Guth
- Walter Lewin
- Barbara Liskov
- Henry Mintzberg
- William Murphy jr.
- John Forbes Nash jr.
- Mai Thi Nguyen-Kim
- Benjamin Netanyahu
- Helena Norberg-Hodge
- Peter Senge
- Claude Shannon
- Richard M. Stallman
- Andrew S. Tanenbaum
- Karl von Terzaghi
- Harry Ward Leonard
- Raymond Kurzweil
- Bengt Holmström
- Bill Gosper
- Salman Khan

## MIT Technology Review
MIT Technology Review is een tweemaandelijks tijdschrift dat volledig eigendom is van het Massachusetts Institute of Technology, maar redactioneel onafhankelijk is van de universiteit. Het werd in 1899 opgericht als The Technology Review.